# Los Órganos, Chinampa de Gorostiza
Los Órganos är en ort i Mexiko.   Den ligger i kommunen Chinampa de Gorostiza och delstaten Veracruz, i den sydöstra delen av landet, 270 km nordost om huvudstaden Mexico City. Los Órganos ligger 66 meter över havet och antalet invånare är 240.
Terrängen runt Los Órganos är platt. Runt Los Órganos är det ganska tätbefolkat, med 166 invånare per kvadratkilometer. Närmaste större samhälle är Naranjos, 7,0 km sydväst om Los Órganos. Trakten runt Los Órganos består till största delen av jordbruksmark.